# الرومانية الكاثوليكية في النمسا

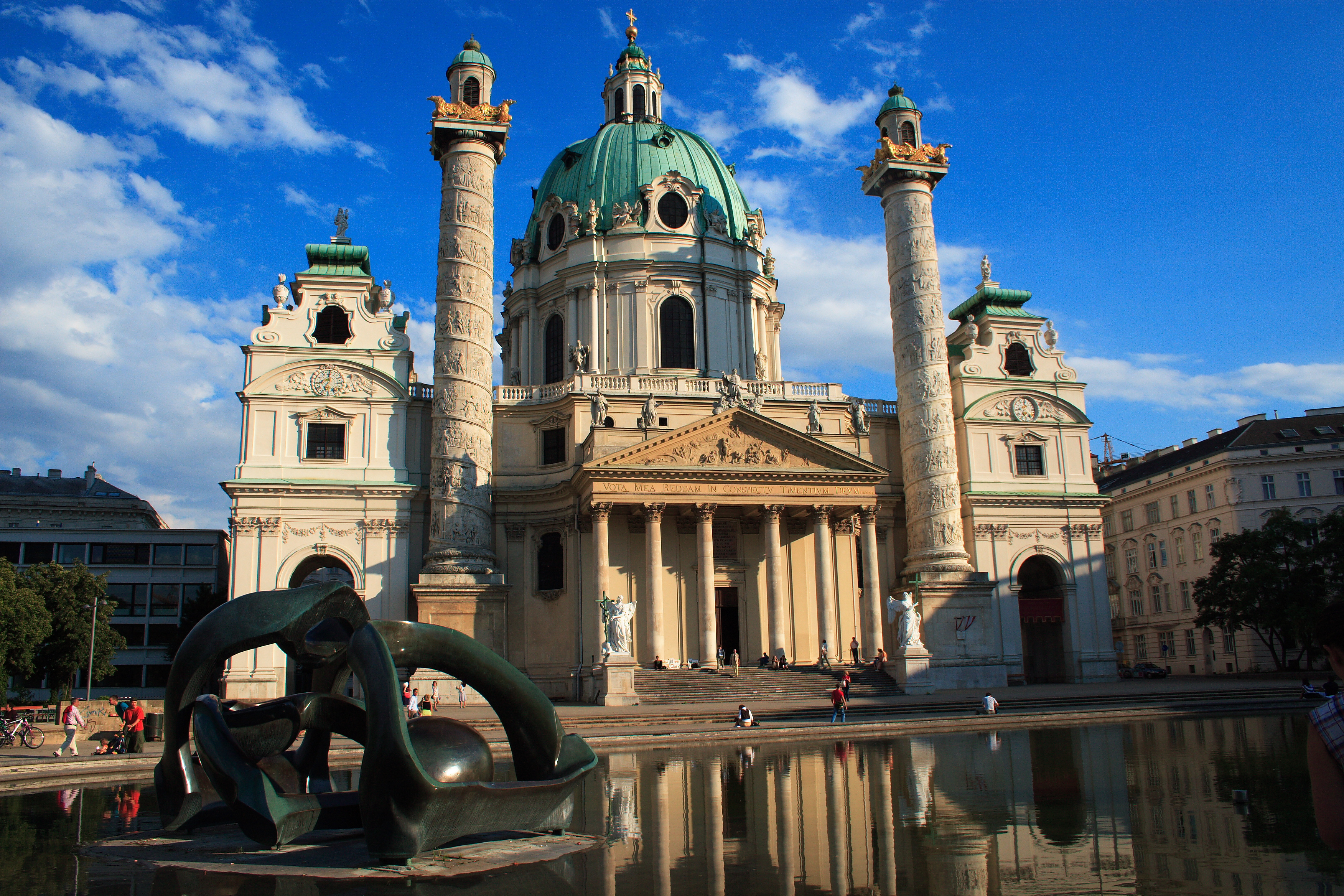
كنيسة القديس شارل في مدينة فيينا.

الكنيسة الكاثوليكية النمساويَّة هي جزء من الكنيسة الكاثوليكية العالمية في ظل القيادة الروحية للبابا في روما والمؤتمر الأسقفي النمساوي. لعبت الكنيسة الرومانية الكاثوليكية دورًا هامًا سواء في الثقافة والسياسة النمساويَّة. أدّى حكم آل هابسبورغ الكاثوليكيَّة إلى تثبيت المذهب الكاثوليكي في أراضي ملكية هابسبورغ بعد حرب الثلاثين عاما القرن الخامس عشر. بلغت نسبة معتنقي المذهب الكاثوليكي وفقًا للتعداد السكاني لعام 2015 أنَّ حوالي 60% من سكان البلاد يعتبرون أنفسهم من الكاثوليك. في حين وفقًا لدراسة نشرها مركز بيو للأبحاث عام 2017 حوالي 74% من السكان أي 6 ملايين كاثوليكي، ووجدت الأكاديمية النمساوية للعلوم ومعهد ديموغرافيا فيينا أنَّ حوالي 73.6% من سكان النمسا يعتنقون المسيحيَّة ديناً في عام 2016، ووجدت المؤسسة أن الكاثوليكية هي كبرى الكنائس المسيحية ويتبعها حوالي 64.2% من السكان. ويُنظم المؤتمر النمساوي للأساقفة الكاثوليك عمل هيئة الكنيسة الرومانية الكاثوليكية، وتتكون من التسلسل الهرمي للمطارنة ومقرها اثنين في (فيينا وسالزبورغ). مع ذلك كل أسقف أبرشية يُعتبر مستقل في منطقته، ومستقل في عمله إلا أمام البابا. الرئيس الحالي لمؤتمر الاساقفة الكاثوليك الكاردينال كريستوف شونبورن وهو ينتمي إلى عائلة نبيلة أرستقراطية وهي آل شونبورن.
وفقًا لدراسة نشرها مركز بيو للأبحاث عام 2017 تحت عنوان خمسة عقود بعد الإصلاح تبين أنَّ 13% من الكاثوليك النمساويين قال أن للدين أهميَّة كبيرة في حياتهم، وقال 7% من الكاثوليك النمساويين أنه يُداوم على الصلاة يوميًا، وقال 11% من الكاثوليك النمساويين أنه يتردد على حضور القداس في الكنيسة على الأقل مرة في الأسبوع. ووجدت الدراسة أنه على الرغم من تاريخ الصراع والانقسام الكاثوليكي والبروتستانتي؛ قال حوالي 94% من الكاثوليك النمساويين أنهم مستعدين لتقبل البروتستانت كأفراد داخل عائلتهم، وقال 94% من الكاثوليك النمساويين أنهم يعرفون أفراد من البروتستانت. وبحسب الدراسة أيضًا قال 60% من الكاثوليك النمساويين أنَّ الإيمان والأعمال الصالحة هي ضروريَّة للحصول على الخلاص، وهي نظرة أقرب للاهوت الكنيسة الكاثوليكيَّة؛ في حين قال 21% من الكاثوليك النمساويين أنَّ الإيمان وحده هو ضروريَّ للحصول على الخلاص، وهي نظرة لاهوتيَّة من الفكر البروتستانتي والتي تقول أنّ الحصول على الخلاص أو غفران الخطايا هو هديّة مجانيّة ونعمة الله من خلال الإيمان بيسوع المسيح مخلصًا، وبالتالي ليس من شروط نيل الغفران القيام بأي عمل تكفيري أو صالح.

## إحصائيات
يؤيد 71% من الكاثوليك النمساويين زواج المثليين و 26٪ يعارضونه.

## مشاهير
- موزارت
- ليوبولد الثالث، مارغريف النمسا
- غريغور مندل